# Guido Imbens
Guido Wilhelmus Imbens (Geldrop, 3 september 1963) is een econoom van Nederlandse origine, die om te promoveren naar de Verenigde Staten is verhuisd en daar nog steeds woont en werkt. Hij ontving in 2021 samen met Joshua Angrist en David Card de Nobelprijs voor Economie.

## Leven en werk
Imbens werd in Geldrop geboren en verhuisde in 1975 van Eindhoven naar Deurne waar hij het Peellandcollege doorliep. Hij studeerde econometrie aan de Erasmus Universiteit Rotterdam, in zijn studententijd was hij lid bij het Rotterdamsch Studenten Gezelschap (RSG). Hij promoveerde in 1991 aan de Brown-universiteit in Rhode Island en gaf daarna college aan de Harvard-universiteit, UCLA en UC Berkeley. Hij is sinds 2012 hoogleraar economie aan de Stanford Graduate School of Business. Imbens is in de econometrie en de statistiek gespecialiseerd, in het bijzonder in het afbeelden van causale inferentie.
Imbens is sinds 2001 lid van de Econometric Society en sinds 2009 van de American Academy of Arts and Sciences. Imbens werd in 2017 lid van de Koninklijke Nederlandse Akademie van Wetenschappen en in 2020 lid van de American Statistical Association. Hij heeft zich vastgelegd van 2019 tot 2023 bij te dragen aan Econometrica.
De Prijs van de Zweedse Rijksbank voor economie werd in 2021 aan Imbens en Joshua Angrist samen toegekend voor hun methodologische bijdrage aan de analyse van causale inferentie. Ze deelden de prijs voor de helft met David Card, aan wie de andere helft voor zijn empirische bijdragen aan de arbeidseconomie werd toegekend. Een bijzondere bijkomstigheid is dat de drie al lange tijd vrienden van elkaar zijn. Angrist was zelfs getuige bij Imbens' huwelijk met econome Susan Athey in 2002.
Guido Imbens is een Nederlandse Amerikaan en heeft een dubbele nationaliteit, zowel de Nederlandse nationaliteit als die van de Verenigde Staten.

## Publicaties
- met D Rubin. Causal Inference for Statistics, Social, and Biomedical Sciences: An Introduction, 2015. ISBN 9780521885881

- Bibsys: 1468312525485
- CiNii: DA18217159
- Gemeinsame Normdatei: 131607545
- International Standard Name Identifier: 0000 0000 4440 6791
- Library of Congress Control Number: no90021926
- Mathematics Genealogy Project: 106749
- Nationale Bibliotheek van Tsjechië: xx0209071
- Nationale Bibliotheek van Israël: 987007455192505171
- Nederlandse Thesaurus van Auteursnamen: 074765019
- Réseau des bibliothèques de Suisse occidentale: 02-A006296945
- Système universitaire de documentation: 188603050
- Virtual International Authority File: 60219010
- WorldCat: E39PBJbCHqQmfWX9hykYMhhPwC

1969: Frisch, Tinbergen ·
1970 : Samuelson ·
1971: Kuznets ·
1972: Hicks, Arrow ·
1973: Leontief ·
1974: Myrdal, Hayek ·
1975: Kantorovitsj, Koopmans ·
1976: Friedman ·
1977: Ohlin, Meade ·
1978: Simon ·
1979: Schultz, Lewis ·
1980: Klein ·
1981: Tobin ·
1982: Stigler ·
1983: Debreu ·
1984: Stone ·
1985: Modigliani ·
1986: Buchanan ·
1987: Solow ·
1988: Allais ·
1989: Haavelmo ·
1990: Markowitz, Miller, Sharpe ·
1991: Coase ·
1992: Becker ·
1993: Fogel, North ·
1994: Harsanyi, Nash, Selten ·
1995: Lucas ·
1996: Mirrlees, Vickrey ·
1997: Merton, Scholes ·
1998: Sen ·
1999: Mundell ·
2000: Heckman, McFadden ·
2001: Akerlof, Spence, Stiglitz ·
2002: Kahneman, Smith ·
2003: Engle, Granger ·
2004: Kydland, Prescott ·
2005: Aumann, Schelling ·
2006: Phelps ·
2007: Hurwicz, Maskin, Myerson ·
2008: Krugman ·
2009: Ostrom, Williamson ·
2010: Diamond, Mortensen, Pissarides ·
2011: Sims, Sargent ·
2012: Roth, Shapley  ·
2013: Fama, Hansen, Shiller  ·
2014: Tirole  ·
2015: Deaton  ·
2016: Hart, Holmström ·
2017: Thaler ·
2018: Nordhaus, Romer ·
2019: Banerjee, Duflo, Kremer ·
2020: Milgrom, Wilson ·
2021: Imbens, Angrist, Card ·
2022: Bernanke, Diamond, Dybvig ·
2023: Goldin ·
2024: Acemoglu, Johnson, Robinson